# Kotaro Omori
Kotaro Omori (født 28. april 1992) er en japansk fodboldspiller.
Han har spillet for flere forskellige klubber i sin karriere, herunder Gamba Osaka, Vissel Kobe og FC Tokyo.